# 火星4號
火星4號（Марс-4）是蘇聯在1973年發射的火星探測計畫的探測船。於7月21日協調世界時19:30:59由一枚搭载D组级的質子K型運載火箭發射。火星4號與火星5號是同一系列的探測船。火星5號搭載氫、紅外線、離子偵測器與相機，由於電子元件損毀，導致探測器直接飛掠火星。

## 搭载的科考仪器
这台探测船搭载了如下的科考仪器：
- 射电望远镜
- 红外线辐射仪
- 分光光度计
- 窄带光度計
- 窄带干涉-偏振光度计
- 光度計
- 两个偏振計
- 紫外线光度计
- 磁强计
- 等离子体阱

## 連結
- Description générale de la sonde （页面存档备份，存于）